# روبرت آنتال
روبرت آنتال (آلمانی: Robert Adler; ۲۱ ژوئیهٔ ۱۹۲۱ – ۱ فوریهٔ ۱۹۹۵) بازیکن واترپلو اهل مجارستان بود.